# Cattedrali in Nuova Zelanda
Questa è una lista delle cattedrali della Nuova Zelanda.

## Cattedrali cattoliche
| Cattedrale                                                                | Arcidiocesi o Diocesi                | Località         | Dedicazione           | Immagine |
| ------------------------------------------------------------------------- | ------------------------------------ | ---------------- | --------------------- | -------- |
| Cattedrale del Sacro Cuore Sacred Heart Cathedral                         | Arcidiocesi di Wellington            | Wellington       | Sacro Cuore di Gesù   |          |
| Cattedrale di San Patrizio St. Patrick's Cathedral                        | Diocesi di Auckland                  | Auckland         | San Patrizio          |          |
| Cattedrale del Santissimo Sacramento Cathedral of the Blessed Sacrament   | Diocesi di Christchurch              | Christchurch     | Santissimo Sacramento |          |
| Procattedrale di Santa Maria St Mary's Pro-Cathedral                      | Diocesi di Christchurch              | Christchurch     | Vergine Maria         |          |
| Cattedrale di San Giuseppe St. Joseph's Cathedral                         | Diocesi di Dunedin                   | Dunedin          | San Giuseppe          |          |
| Cattedrale della Beata Vergine Maria Cathedral of the Blessed Virgin Mary | Diocesi di Hamilton in Nuova Zelanda | Hamilton         | Vergine Maria         |          |
| Cattedrale dello Spirito Santo Cathedral of the Holy Spirit               | Diocesi di Palmerston North          | Palmerston North | San Patrizio          |          |

## Cattedrali anglicane
| Cattedrale                                                                  | Arcidiocesi o Diocesi                   | Località     | Dedicazione              | Immagine |
| --------------------------------------------------------------------------- | --------------------------------------- | ------------ | ------------------------ | -------- |
| Cattedrale della Santissima Trinità Holy Trinity Cathedral                  | Diocesi anglicana di Auckland           | Auckland     | Santissima Trinità       |          |
| Cattedrale di Christchurch ChristChurch Cathedral                           | Diocesi anglicana di Christchurch       | Christchurch | Gesù                     |          |
| Cattedrale di San Paolo St. Paul's Cathedral                                | Diocesi anglicana di Dunedin            | Dunedin      | San Paolo                |          |
| Cattedrale Christ Church Christ Church Cathedral                            | Diocesi anglicana di Nelson             | Nelson       | Gesù                     |          |
| Cattedrale di San Giovanni Evangelista Cathedral of St. John the Evangelist | Diocesi anglicana di Waiapu             | Napier       | San Giovanni Evangelista |          |
| Cattedrale di San Pietro St. Peter's Cathedral                              | Diocesi anglicana di Waikato e Taranaki | Hamilton     | San Pietro               |          |
| Cattedrale di Santa Maria St. Mary's Cathedral                              | Diocesi anglicana di Waikato e Taranaki | New Plymouth | Vergine Maria            |          |
| Cattedrale di San Paolo Saint Paul's Cathedral                              | Diocesi anglicana di Wellington         | Wellington   | San Paolo                |          |